# Riscatto d'amore
Riscatto d'amore (Redeeming Love) è un film western romantico americano del 2022 diretto da D.J. Caruso che ne ha curato anche la sceneggiatura assieme all'autrice dell'omonimo romanzo del 1991,  Francine Rivers, da cui il film è tratto. La storia è liberamente ispirata alla narrazione biblica del Libro di Osea. Il film è ambientato nel vecchio West della corsa all'oro californiana del 1850. Ha come protagonisti Abigail Cowen, Tom Lewis e Logan Marshall-Green.
Il film è stato coprodotto da Pinnacle Peak Pictures, Mission Pictures International e Nthibah Picturesed è stato girato a Città del Capo, in Sudafrica. È stato distribuito nelle sale da Universal Pictures il 21 gennaio 2022. Riscatto d'amore è stato nominato per il GMA Dove Award per il miglior film/serie ispirazionale dell'anno nel 2022 malgrado abbia ricevuto recensioni generalmente negative dalla critica.

## Trama
Durante la corsa all’oro in California, Angel, una giovane e bellissima prostituta, lavora nella città di Pair-a-Dice abitata principalmente da minatori che spendono i loro guadagni nel bordello gestito dalla proprietaria: La Duchessa. Nonostante sia desiderata dagli uomini, vive nell’odio e nel disprezzo di sé. Michael Hosea, un agricoltore devoto, prega per trovare moglie e si innamora a prima vista di Angel. Il ragazzo, non curante del fatto che lei si prostituisce, spende i suoi soldi al bordello solo per poter conversare con lei, Angel è sia infastidita che affascinata dalla gentilezza del ragazzo.
Angel ha alle proprie spalle un passato tormentato, il suo vero nome è Sarah, figlia di un uomo benestante ma nata fuori dal matrimonio, lui era sposato con un'altra donna e ha lasciato Sarah e la madre senza una casa, lei per mantenere la figlia si è prostituita morendo quando si era ammalata. Il protettore di sua madre la portò a Boston affidandola a crudele Duke, il quale gestiva un bordello. Da adolescente, Angel si vendicò di suo padre giacendo con lui senza rivelare la sua identità; quando lui lo scoprì commise suicidio. Angel fuggì in California, dopo che venne picchiata a derubata da due donne si vide costretta a tornare alla prostituzione.
Ormai Angel, desiderosa di una stabilità, decide di lasciare Pair-a-Dice esigendo dalla Duchessa il denaro che le deve, ma lei non solo si rifiuta di farlo ma, dopo che Angel la insulta, la fa picchiare da Magowan, la sua guardia del corpo. Dopo quanto accaduto Michael paga alla Duchessa il riscatto per Angel, le chiede di sposarlo e lei, non molto lucida a causa delle violenze subite, accetta e dunque le altre prostitute fanno convocare un prete. Adesso che Angel è sua moglie lui la porta (malconcia) nella sua fattoria. Angel sfugge inconsapevolmente da Duke che era venuto a cercarla. Trascorsi alcuni giorni lei, dopo essersi ristabilita, decide per ostinazione di lasciare Michael e di tornare a Pair-a-Dice, Michael non intende forzarla a rimanere, ma Angel capendo che tornando a Pair-a-Dice ad attenderla ci sarebbe stata solo la vita miserevole che fin ora ha condotto, decide di rimanere al fianco del marito.
Col tempo Angel inizia ad abituarsi alla vita di campagna trovando un senso di serenità, le cose poi si complicano all'arrivo del cognato Paul, era sposato con Tess, la defunta sorella di Michael, è da tempo che si era allontanato, lui era un cliente del bordello dove Angel lavorava, la riconosce trovando inaccettabile che suo cognato abbia sposato una prostituta. Paul è amareggiato per la morte di Tess e proietta la propria rabbia contro Angel, la quale decide di lasciare Michael quando capisce che egli vuole dei figli, in passato Angel rimase incinta, non solo Duke la costrinse ad abortire la ma la sottopose a un intervento affinché non restasse più gravida. Paul la riporta a Pair-a-Dice dopo che Angel si concede a lui, la ragazza scopre che il bordello dove lavorava ha preso fuoco, alcune ragazze sono morte, accetta poi di prostituirsi in un saloon.
Michael, seppur ferito da quello che Paul e Angel hanno fatto, va a riprendersi sua moglie, Angel capendo di non voler rimanere lì accetta di tornare a casa con suo marito, il quale picchia il proprietario del saloon e i clienti. Angel si pente di aver tradito Michael capendo quando lui ha sofferto, Michael le racconta la propria storia, suo padre era un crudele latifondista, aveva degli schiavi che lavoravano al suo servizio, Michael lo odiava e scappò da lui.
Angel e Michael conoscono Miriam, una giovane ragazza la cui madre Elizabeth è in stato di gravidanza, danno ospitalità a lei e alla sua famiglia. Miriam prende in simpatia Angel, tra l'altro i genitori di Miriam con l'aiuto di Michael e Paul acquistano un terreno lì vicino. Angel, notando che c'è dell'affetto tra Michael e Miriam, è convinta che con quest'ultima al suo fianco, Michael sarebbe più felice, mentre Angel non può nemmeno dargli un figlio. Angel fa l'amore con Michael e poi lo abbandona, dandogli modo di stare con Miriam, nonostante la delusione che suo marito sta provando lui non intende costringerla a rimanere.
Trasferitasi a San Francisco trova lavoro in un ristorante come cuoca, ma Duke dà fuoco al ristorante, adesso che è riuscito a trovarla la costringe a seguirlo, Angel non si è ribellata dato che Duke aveva minacciato di far del male a Virgil, il gentile gestore del ristorante che le aveva dato il lavoro. Angel torna al bordello di Duke, ma quando scopre che lui ha al proprio servizio due bambine, trovando la forza nel ricordo di sua madre, Angel lo accusa davanti a tutti di pedofilia, una folla arrabbia si accanisce contro Duke che viene linciato.
Sono trascorsi tre anni, Paul va a cercare Angel scoprendo che ora gestisce una missione dove offre ospitalità a giovani ragazze provvedendo a dare loro anche un'istruzione scolastica. Sebbene Angel confidasse che Miriam e Michael potessero essere felici insieme, scopre che Miriam si è innamorata di Paul, si sono sposati e aspettano un figlio, quello che Michael provava per Miriam era solo un affetto fraterno, Angel è la sola che ama e, ancora adesso, non è riuscito a dimenticarla. Paul si scusa con Angel per averla giudicata male, e la convince a tornare da Michael, e infatti la ragazza ritorna dal marito alla fattoria, non solo gli rivela il suo nome ma gli confessa finalmente di amarlo. Nel finale si vede Angel pescare con Michael, lei è incinta.

## Accoglienza

### Incassi
La Universal Pictures ha annunciato che il film è uscito in 1.963 sale il 21 gennaio 2022. Il film è stato un fiasco al botteghino, incassando 9,46 milioni di dollari in tutto il mondo, contro un budget di 30 milioni di dollari.

### Critica
Sul sito web aggregatore di recensioni Rotten Tomatoes, l'11% delle 28 recensioni dei critici sono positive, con una valutazione media di 4/10.  Su Metacritic, il film ha un punteggio del 32% basato sulle recensioni di 7 critici, indicando "recensioni generalmente sfavorevoli". Il pubblico intervistato da CinemaScore ha dato al film un voto medio di "B+" su una scala da A+ a F.